# Gretta Kok
Margretta Kok, detta Gretta (Amsterdam, 16 ottobre 1944), è un'ex nuotatrice olandese, che ha partecipato alle Olimpiadi di Roma 1960 e di Tokyo 1964, gareggiando nei 200m rana.
Ai Campionati europei del 1966 ha vinto 1 oro nella Staffetta 4x100m mista
È la sorella di Ada Kok.